# Bahamasair
Bahamasair, officiellement Bahamasair Holdings Limited, est la compagnie aérienne nationale des Bahamas. Elle est basée à l'aéroport international Lynden Pindling de Nassau, d'où elle exploite des liaisons avec 32 destinations intérieures et régionales.

## Flotte

### Flotte actuelle
En janvier 2023, la flotte de Bahamasair était composée des appareils suivants :

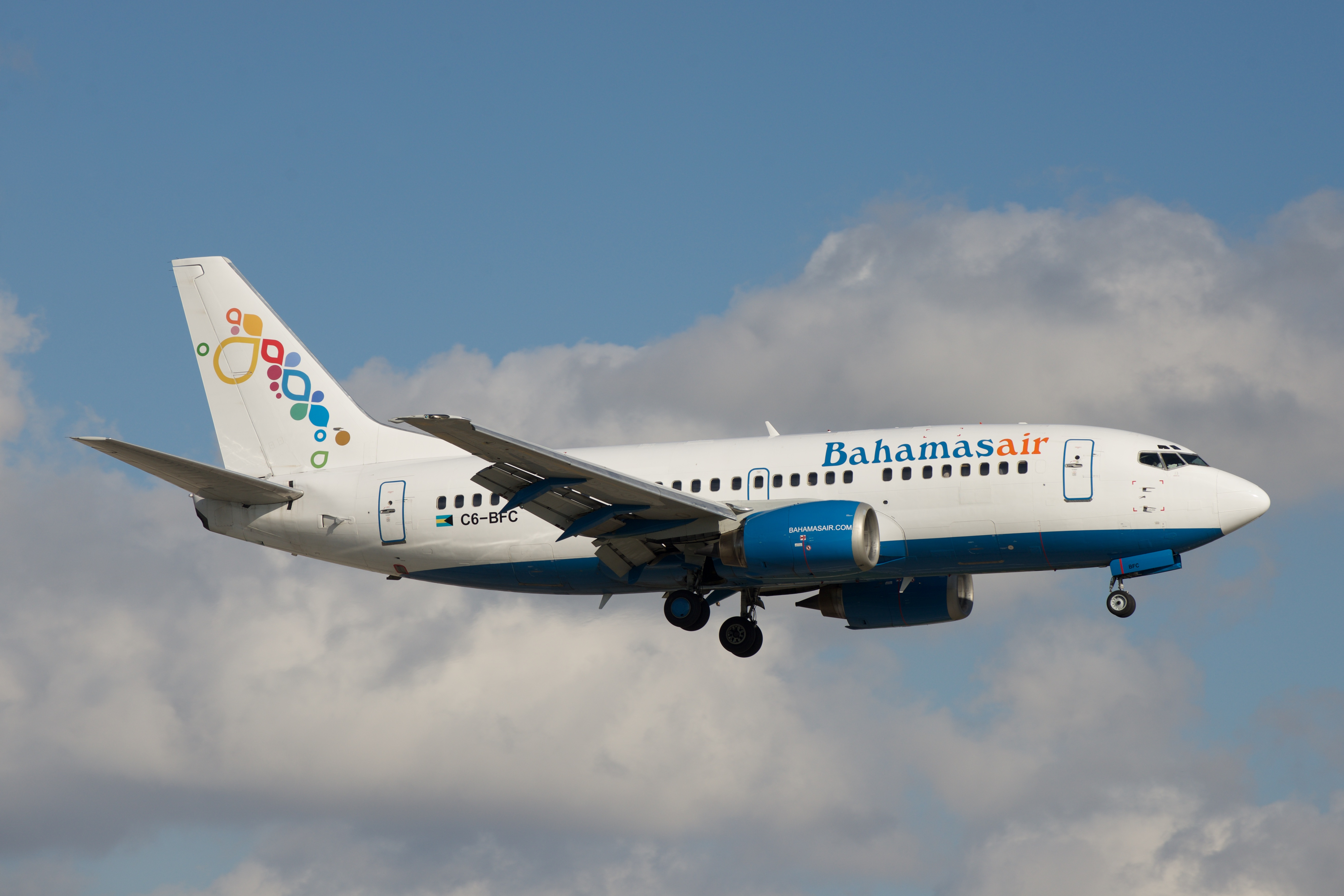
Un Boeing 737-500 de la compagnie
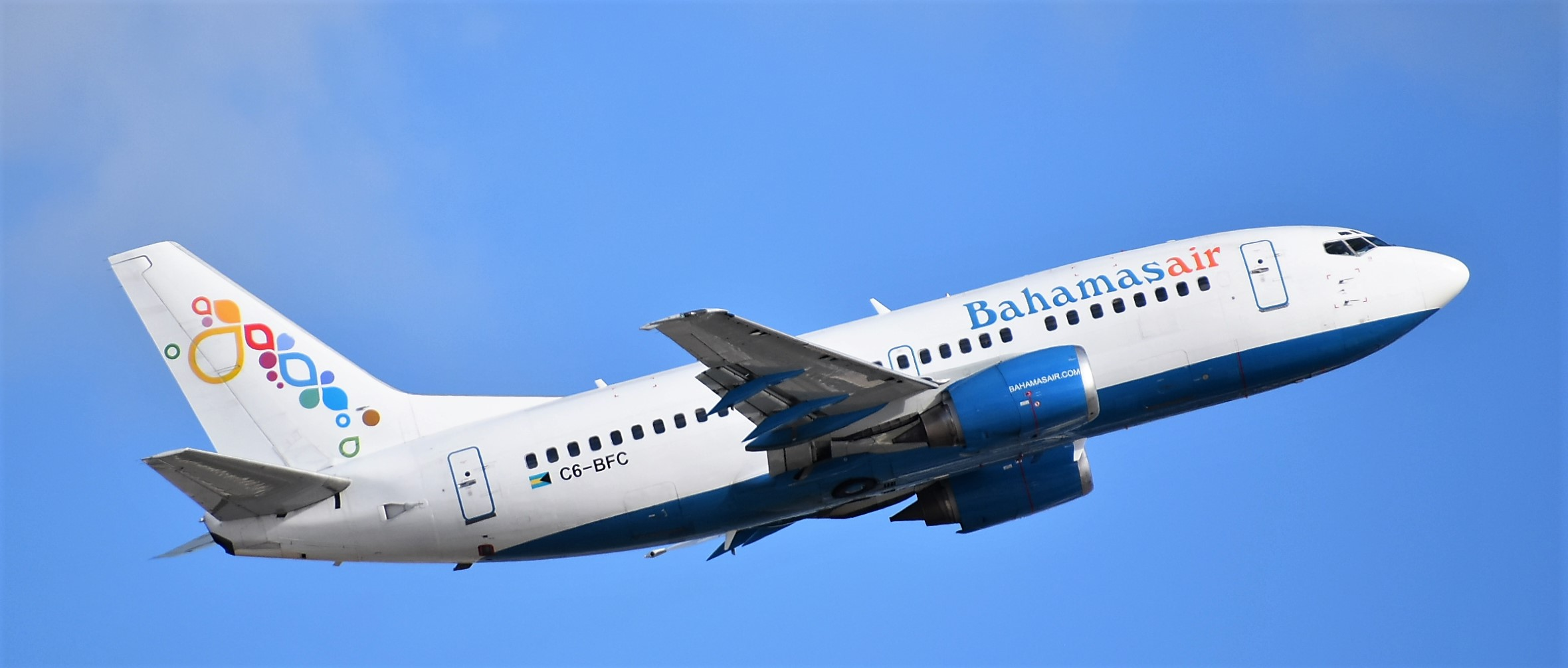
Boeing 737-500 (C6-BFC)
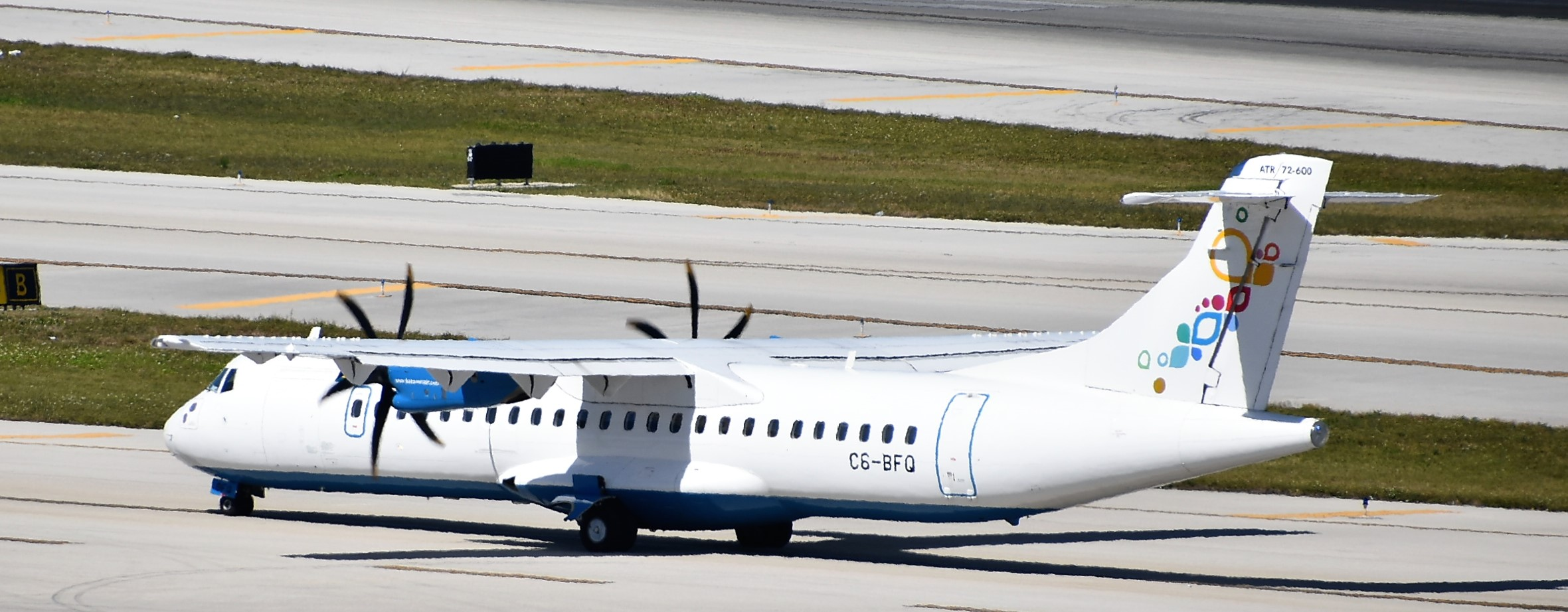
ATR 72-600

### Flotte retirée

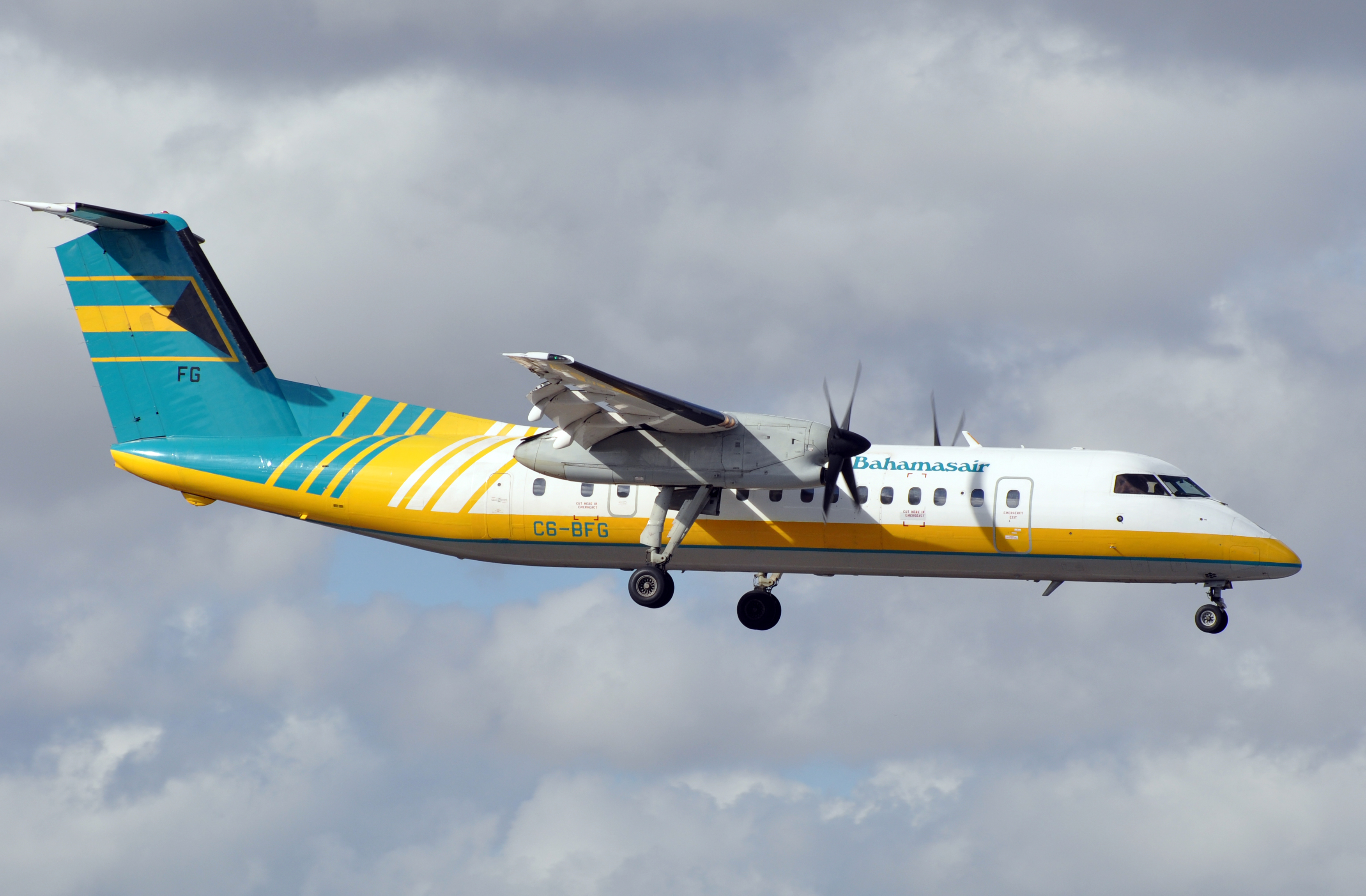
Dash 8-300 de Bahamasair dans une ancienne livrée

La compagnie a exploité ces types d'appareils, désormais écartés de sa flotte :

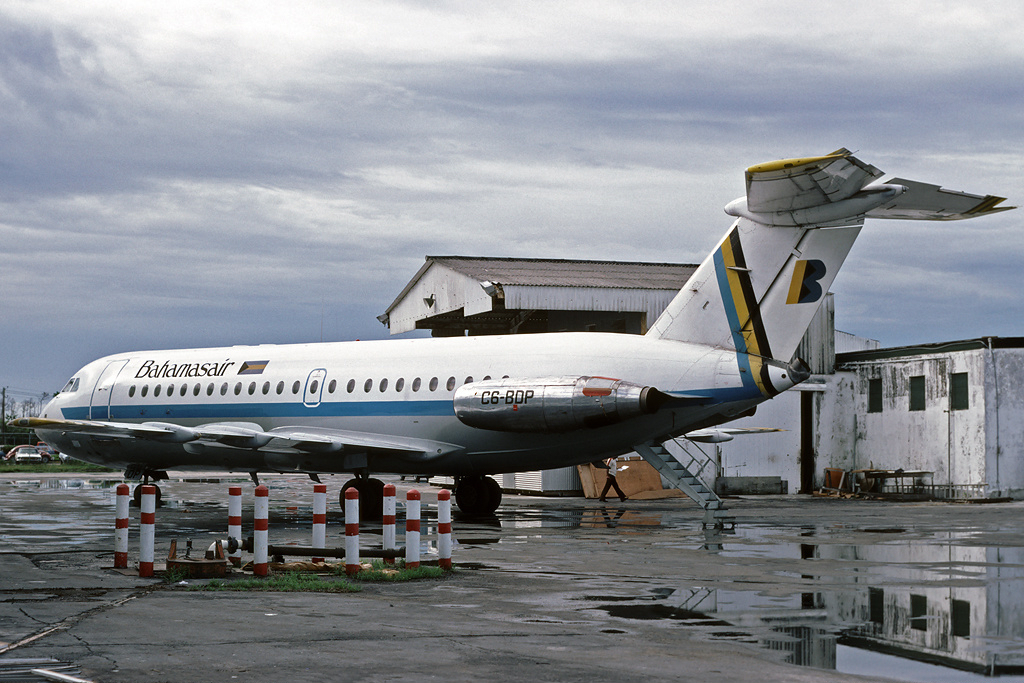
Un BAC 1-11-401AK à l'aéroport de Nassau
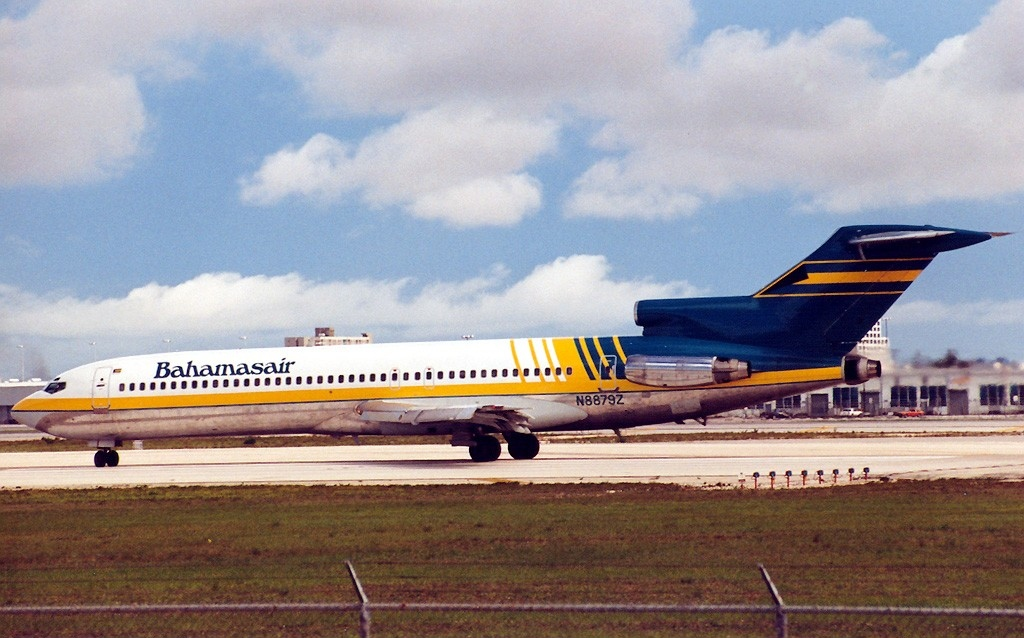
Boeing 727-225-Adv de la compagnie en 1990
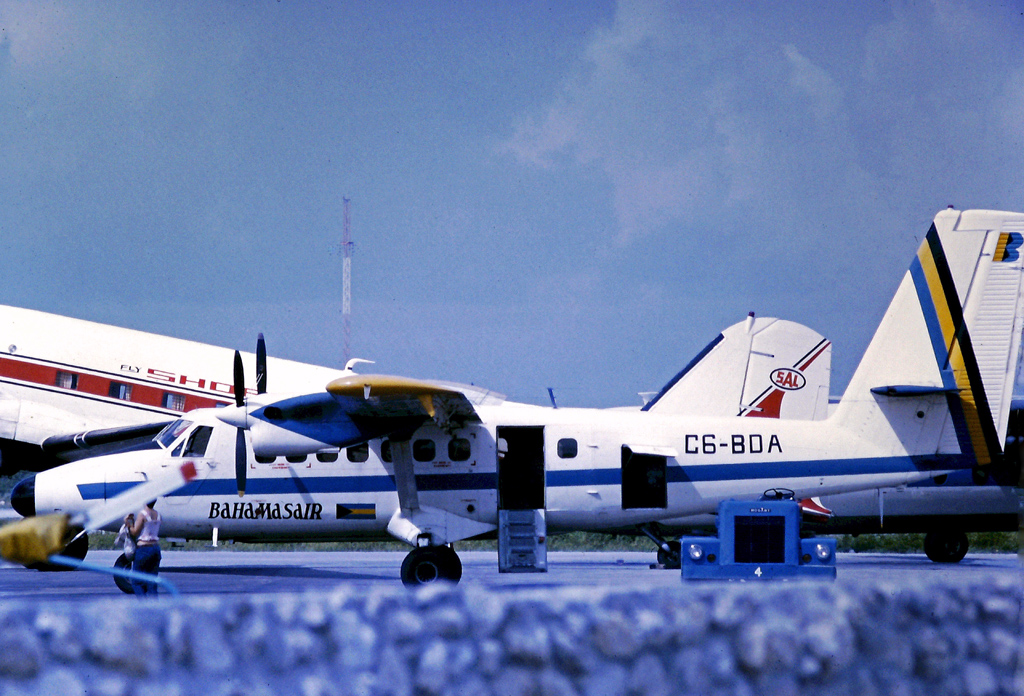
Un DHC-6 (C6-BDA) en 1975
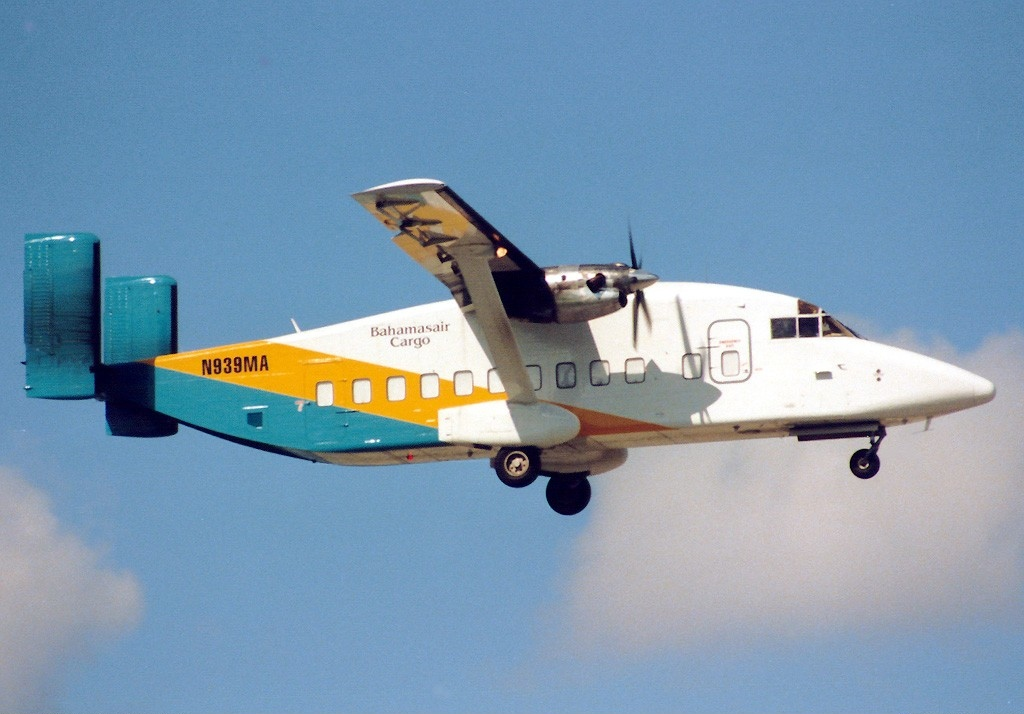
Short 330 de Bahamasair en 1993
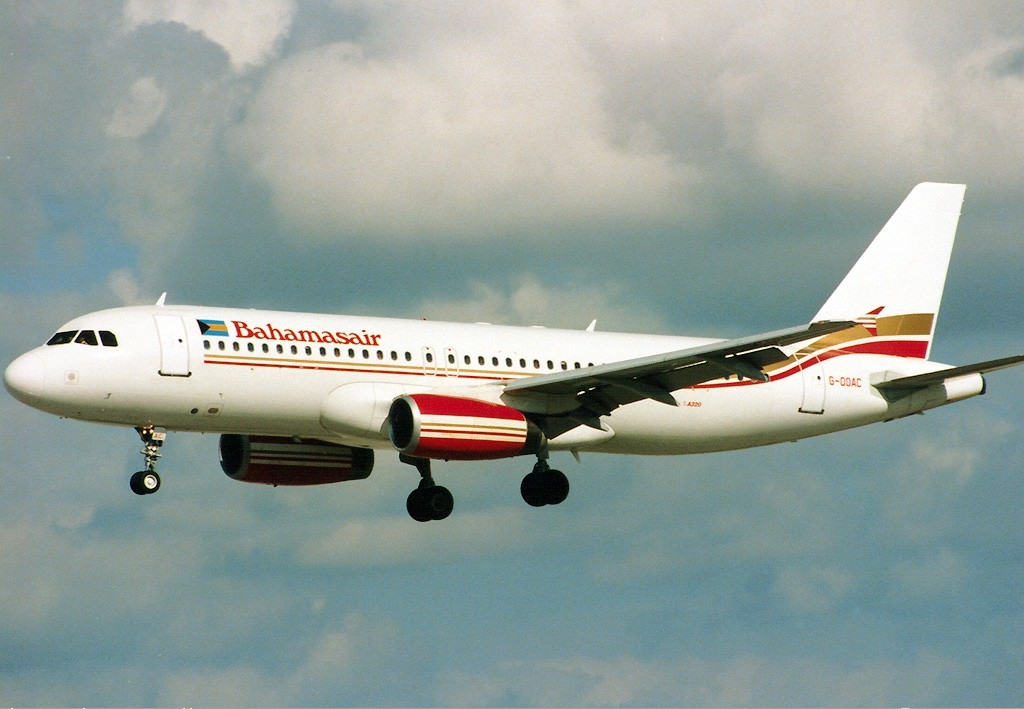
Un ancien Airbus A320 de Bahamasair